# Котино (Беседское сельское поселение)
Ко́тино — деревня в Большеврудском сельском поселении Волосовского района Ленинградской области.

## История
На карте Санкт-Петербургской губернии Ф. Ф. Шуберта 1834 года обозначена деревня Котино.

ПРИБЫЛОЕ ПОЛЕ или КОТИНО — деревня принадлежит гвардии штаб-ротмистру Норду, число жителей по ревизии: 37 м. п., 20 ж. п. (1838 год)

Деревня Котино упоминается и на карте Ф. Ф. Шуберта 1844 года.

КОТИНО — деревня коллежского секретаря Павловича, 10 вёрст почтовой, а остальное по просёлочной дороге, число дворов — 10, число душ — 31 м. п. (1856 год)

КОТИНО — деревня, число жителей по X-ой ревизии 1857 года: 27 м. п., 20 ж. п., всего 47 чел.

КОТИНО — деревня владельческая при колодце, по левую сторону 1-й Самерской дороги, число дворов — 13, число жителей: 39 м. п., 40 ж. п. (1862 год)

На карте из «Исторического атласа Санкт-Петербургской Губернии» 1863 года деревня Котино не отмечена.

КОТИНО — деревня, по земской переписи 1882 года: семей — 14, в них 37 м. п., 37 ж. п., всего 74 чел.

КОТИНО — деревня, число хозяйств по земской переписи 1899 года — 18, число жителей: 38 м. п., 44 ж. п., всего 82 чел.;
 разряд крестьян: бывшие владельческие; народность: русская — 54 чел., финская — 28 чел.

В конце XIX — начале XX века село административно относилось к Ястребинской волости 1-го стана Ямбургского уезда Санкт-Петербургской губернии.
С 1917 по 1924 год деревня Котино входила в состав Котинского сельсовета Ястребинской волости Кингисеппского уезда.
С 1924 года в составе Беседского сельсовета.
Согласно данным переписи населения СССР 1926 года в деревне Котино проживали 85 человек, большинство русские, а также эстонцы.
С февраля 1927 года в составе Кингисеппской волости. С августа 1927 года в составе Молосковицкого района.

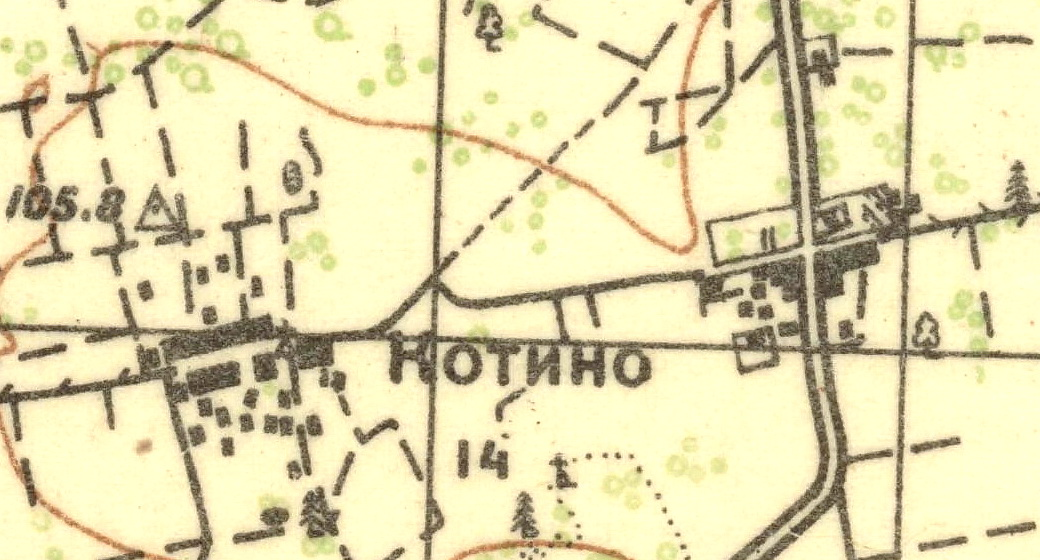
План деревни Котино. 1930 год

Согласно топографической карте 1930 года деревня насчитывала 14 дворов.
С 1931 года в составе Волосовского района.
По данным 1933 года деревня Котино находилась в составе Беседского сельсовета Волосовского района.
В 1940 году население деревни Котино составляло 101 человек.
C 1 августа 1941 года по 31 декабря 1943 года деревня находилась в оккупации.
С 1950 года в составе Молосковицкого сельсовета.
С 1963 года в составе Кингисеппского района.
С 1965 года вновь в составе Волосовского района. В 1965 году население деревни Котино составляло 31 человек.
По данным 1966 года деревня Котино также находилась в составе Молосковицкого сельсовета.
По данным 1973 и 1990 годов деревня Котино входила в состав Остроговицкого сельсовета Волосовского района.
В 1997 году в деревне Котино проживали 5 человек, деревня относилась к Остроговицкой волости, в 2002 году — 11 человек (русские — 91 %), в 2007 году — 4.
В мае 2019 года деревня вошла в состав Большеврудского сельского поселения.

## География
Деревня находится в западной части района на автодороге 41К-346 (подъезд к дер. Котино).
Расстояние до административного центра поселения — 6 км.
Расстояние до ближайшей железнодорожной станции Молосковицы — 4,5 км.

## Демография
| 1862 | 2002 | 2007 | 2010 | 2017 |
| ---- | ---- | ---- | ---- | ---- |
| 79   | ↘11  | ↘4   | ↗14  | ↗15  |

### Национальный состав
Согласно данным Всероссийской переписи населения 2021 года в деревне проживали 11 человек, все русские.

## Достопримечательности
- Близ деревни находится курганно-жальничный могильник XI—XIV веков[26].